# Shōya Ishige
Shōya Ishige (石毛翔弥?, Ishige Shōya; prefettura di Saitama, 20 agosto 1990) è un doppiatore giapponese.
Dopo aver lavorato come attore teatrale, Ishige ha deciso di doppiare anime, cosa che ha avuto la possibilità di fare grazie al suo primo ruolo come voci aggiuntive in Orange. Successivamente ha ottenuto il suo primo ruolo importante, dovendo doppiare Yusaku Fujiki in Yu-Gi-Oh! VRAINS. Alcuni dei suoi altri ruoli degni di nota includono Yun Arikawa in Godzilla - Punto di singolarità e Wakana Gojo in My Dress-Up Darling.

## Biografia
Ishige è nato nella prefettura di Saitama il 20 agosto 1990. Al liceo era un fan dei musical e in seguito è diventato un fan di Psycho-Pass. Dopo essersi diplomato è entrato a far parte della Shiki Theatre Company per intraprendere la carriera di attore. Ishige, tuttavia, voleva fare il doppiatore di anime, infatti per riuscirci ha lasciato la compagnia ed è entrato a far parte dell'agenzia Stardust Promotion, dove è stato scelto per eseguire il suo primo ruolo come voci aggiuntive in Orange e il suo primo ruolo importante come Yusaku Fujiki in Yu-Gi-Oh! VRAINS. 
Nel 2019 il doppiatore ha lasciato l'agenzia e si è unito a Intention.

## Filmografia

### Serie TV
2016
- Orange come voci aggiuntive[4]

2017
- Seiren come voci aggiuntive[4]
- Yu-Gi-Oh! VRAINS come Yusaku Fujiki/Playmaker[4]

2019
- Granblue Fantasy: The Animation come Skull Knight
- Moriarty the Patriot come pubblico della platea

2021
- Non tormentarmi, Nagatoro! come Gamer Boys
- So I'm a Spider, So What? come Ren Aikawa[1]
- Godzilla - Punto di singolarità come Yun Arikawa[5]
- Scarlet Nexus come gruppo di soppressione

2022
- My Dress-Up Darling come Wakana Gojo[6]
- Samidare - Lucifer & Biscuit Hammer come Ludo Shubarie[7]

2023
- Ayakashi Triangle come Sōga Ninokuru[8]
- The Fire Hunter come Koushi[9]
- The Fruit of Evolution: Before I Knew It, My Life Had It Made 2 come Theobold Terra Kaiser[10]

2024
- The Grimm Variations come Masataka Ichijo
- Kinnikuman Perfect Origin Arc come Peek-a-Boo
- That Time I Got Reincarnated as a Slime come Bernie

2025
- Solo Leveling come Shin Seokjin
- Mi sono ritrovato a convivere con una kunoichi NEET come Tsukasa Atsumi[11]

### Videogiochi
2021
- Lost Judgment come Shion Takamori

### Doppiaggio
- Non siamo più vivi come Jung Min-jae (Jin Ho-eun)[12]
- West Side Story come Baby John (Patrick Higgins)[13]
- Willow nel ruolo del principe Airk (Dempsey Bryk)[14]